# Chiesa dei Santi Quirico e Giulitta a Ruballa
La chiesa dei Santi Quirico e Giulitta a Ruballa si trova a Ruballa, frazione di Bagno a Ripoli in provincia di Firenze.

## Storia
La prima testimonianza scritta riguardo alla chiesa di San Quirico a Ruballa risale al 20 luglio 1260 quando il rettore Corso Compagni si impegnò a versare 5 staia di brano per il mantenimento dell'esercito fiorentino. Ma la chiesa doveva già esistere in quanto, all'interno del suo popolo, nel 1214 venne fondato lo spedale di Fonteviva.
Grazie ai registri delle decime sono rimasti i nomi dei successori di Corso Compagni: il 3 aprile 1286 il prete Buono rappresentò questa chiesa in occasione del Sinodo fiorentino, il 10 giugno 1319 risulta in carica il prete Andrea Cambiuzzi. Durante gli anni del loro governo la chiesa ebbe un basso tenore economico dimostrato dalle decime pagate tra il 1276 e il 1303 che ammontarono a 2 lire e 6 soldi annui.
La difficile situazione economica continuò anche negli anni a venire tanto che il 29 gennaio 1337 il rettore prete Lorenzo si vide costretto a chiedere un mutuo in refectione et augmentatione campanarum ipsius ecclesie. Nel 1382 la chiesa fu beneficiata da un lascito testamentario da parte di Simone di Chiaro che migliorò sicuramente la situazione.
Nel XVIII secolo il patronato era della famiglia Peruzzi che finanziarono dei restauri radicali all'edificio iniziati nel 1758. Dopo i lavori la chiesa venne riconsacrata nel 1763 con la nuova invocazione che venne stesa anche a Santa Giulitta. Ai primi del XX secolo la chiesa ancora mostrava l'aspetto datole dagli interventi settecenteschi che però furono cancellati da un restauro che riportò l'edificio ad uno stile più vicino a quello romanico.

## Descrizione

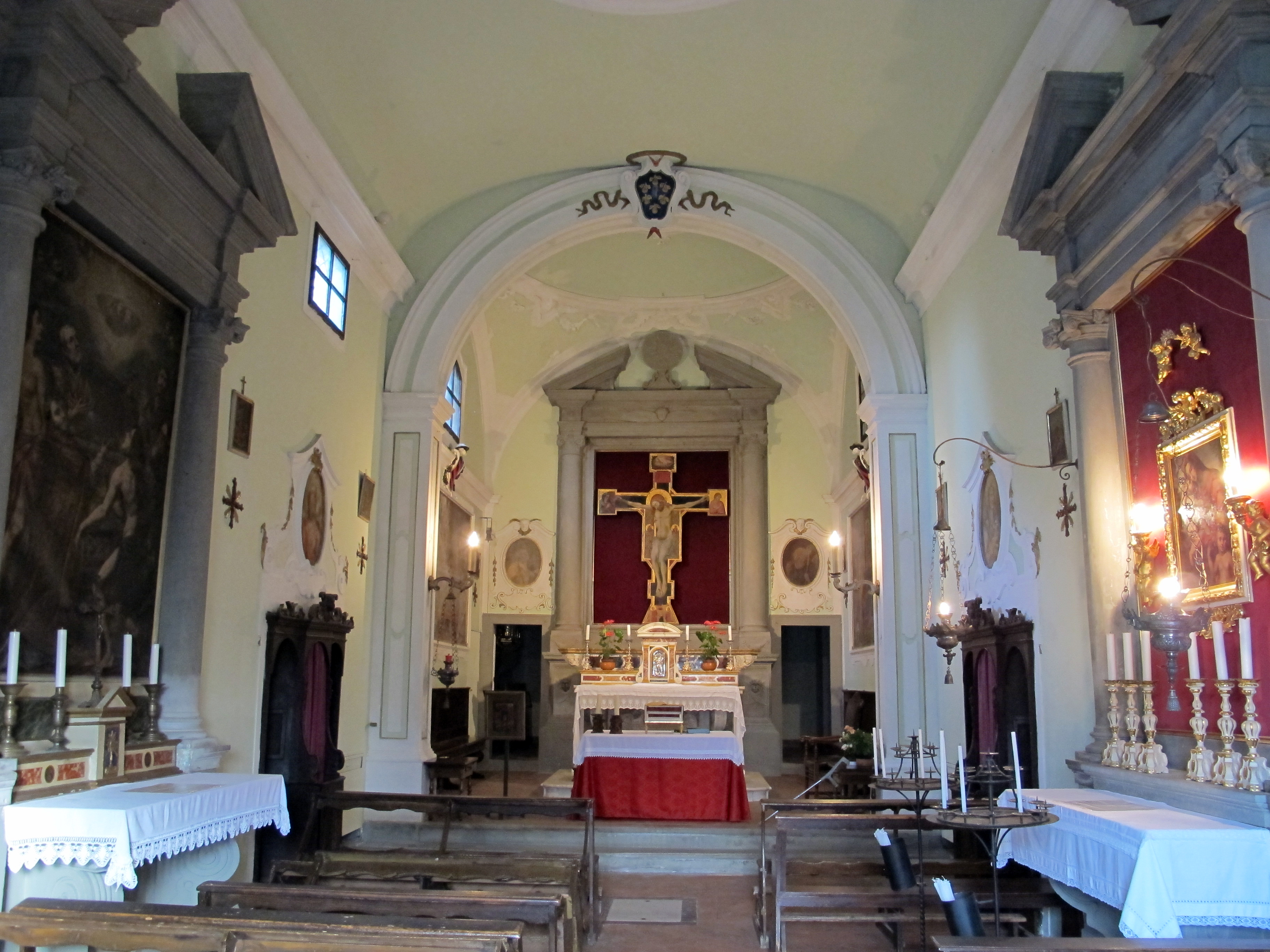
Interno

Mostra all'esterno caratteri neomedievali, dovuti ai restauri ottocenteschi, e all'interno i caratteri della fase tardo barocca.
Dell'antica chiesa medievale rimangono poche tracce localizzate sulla fiancata settentrionale vicino alla facciata. Il paramento di epoca romanica è in conci di pietra calcarea disposti in maniera regolare.
All'interno conserva varie opere d'arte. All'altare maggiore, un Crocifisso con il Christus patiens, del Maestro di San Quirico a Ruballa (1330). All'altare di destra, una piccola Madonna con il Bambino, attribuita a Domenico Puligo (secolo XVI).
In sagrestia, un dipinto a tempera e oro su tavola della bottega di Bernardo Daddi con la Madonna del latte (secolo XIV); una croce astile in rame inciso a bulino (secolo XIV); una Madonna col Bambino in legno intagliato policromo e argentato (secolo XIV); una pace in avorio intagliato con cornice in ebano intarsiato, attribuita alla bottega degli Embriachi (secolo XIV).